# Paso Limón, San Lucas Ojitlán
Paso Limón är en ort i Mexiko.   Den ligger i kommunen San Lucas Ojitlán och delstaten Oaxaca, i den sydöstra delen av landet, 300 km sydost om huvudstaden Mexico City. Paso Limón ligger 88 meter över havet och antalet invånare är 135.
Terrängen runt Paso Limón är kuperad söderut, men norrut är den platt. Runt Paso Limón är det ganska glesbefolkat, med 39 invånare per kvadratkilometer. Närmaste större samhälle är San Lucas Ojitlán, 7,5 km norr om Paso Limón. Trakten runt Paso Limón består huvudsakligen av våtmarker.